# Dolphin Watch Alliance
Die Dolphin Watch Alliance (DWA) ist eine Non-Profit-Nichtregierungsorganisation, die sich für die Erforschung und den Schutz wild lebender Delfine einsetzt. Die in Ägypten tätige Forschungs- und Naturschutzorganisation ist in der Schweiz, Kanton St. Gallen, als Verein registriert. Sie unterstützt das dem Indopazifischen Großen Tümmler (Tursiops aduncus) geltende Langzeitforschungsprojekt Dolphin Watch Natural Underwater Science und das Schutzprojekt Care for Dolphins in Hurghada im ägyptischen Gouvernement al-Bahr al-ahmar (Stand März 2017). Die Projektarbeit führte im Gouvernement des Roten Meeres zur Erlassung eines amtlichen Verhaltenskodex für touristische Delfinbeobachtungstouren und die Einrichtung von zwei Meeresschutzgebieten für die indopazifischen Tümmler.

## Projekte

### Dolphin Watch Natural Underwater Science
Im Oktober 2009 begann das Langzeitforschungsprojekt Dolphin Watch Natural Underwater Science (DWNUS), kurz Dolphin Watch, das unter der Leitung der Biologin Angela Ziltener von der Universität Zürich und in wechselnder Zusammenarbeit mit internationalen Wissenschaftlern verschiedener Universitäten und Delphinschutzorganisationen die Erforschung der Indopazifischen Großen Tümmler (Tursiops aduncus) im Roten Meer in der Umgebung Hurghadas nach wissenschaftlichen Kriterien und Anforderungen betreibt. Das Projekt wird ferner von der ägyptischen Naturschutzorganisation HEPCA unterstützt und technisch von der in Hurghada ansässigen Tauchbasis der Spiritual World Diving Federation (SWDF) betreut.
Folgende Subprojekte/Untersuchungen werden im Rahmen des DWNUS bei freilebenden indopazifischen Tümmlern durchgeführt:
- Selektives Selbstreibverhalten (selective self-rubbing behaviour)
- Paarungsverhalten bzw. -taktiken weiblicher Delfine (Mating Tactics)
- Schlafverhalten (sleeping behaviour)
- Untersuchungen der gastrointestinalen Parasiten (gastrointestinal parasites)
- Selbstreibverhalten an Gorgonien (self-rubbing behaviour on gorgonians)

2014 wurde die erste Untersuchung zum Befall gastrointestinaler Parasiten bei freilebenden indopazifischen Tümmlern in folgender Studie veröffentlicht:
- Sonja Kleinertz, Carlos Hermosilla, Angela Ziltener et al.: Gastrointestinal parasites of free-living Indo-Pacific bottlenose dolphins (Tursiops aduncus) in the Northern Red Sea, Egypt. In: Parasitology Research. 113. Jg., Nr. 4, April 2014, doi:10.1007/s00436-014-3781-4, S. 1405–1415 (englisch ‚Magen-Darm-Parasiten von frei lebenden Indopazifischen Großen Tümmlern (Tursiops aduncus) im nördlichen Roten Meer, Ägypten‘).

Das Forschungsprojekt stand im Mittelpunkt der Fernsehdokumentation Adoptiert von Delfinen vom Naturfilmer Ulf Marquardt (Arte, Deutschland 2012, 45 Min.) und wurde u. a. in der TV-Doku Hannes Jaenicke: Im Einsatz für Delfine (ZDF, Deutschland 2016, 43 Min.) rezipiert.

### Care for Dolphins
Im September 2012 wurde das Aufklärungsprojekt Care for Dolphins für den Delfinschutz im Roten Meer gegründet. Es fördert in Ägypten die Erhaltung der Indopazifischen Großen Tümmler und die Umweltbildung, informiert zu diesem Zweck Einheimische und Touristen über die Bedürfnisse der bei Hurghada lebenden Delfine. So werden Aufklärungsseminare durchgeführt und Informationsmaterial verteilt. Die Gründung erfolgte vor dem Hintergrund, dass in Hurghada das Schwimmen mit wilden Delfinen zur massentouristischen Attraktion wurde und keine Spur von Delfinschutz erkennbar war. Bis zu 35 Ausflugsboote fuhren täglich zu Riffen, die für die lokalen Delfinpopulationen wichtige Rückzugsgebiete sind. Die Delfine wurden zusammengetrieben und verfolgt sowie mitunter durch die Propeller der Boote verletzt.
In Zusammenarbeit mit ägyptischen Behörden und Umweltschutzorganisationen wurde im Rahmen des Programms ein Verhaltenskodex für Delfinbeobachtungstouren sowie ein Plan zur Errichtung von zwei Schutzzonen im nördlichen Roten Meer vor Hurghada erarbeitet.
Der auf die DWNUS-Forschung aufbauende Verhaltenskodex wurde vom Gouverneur für das Rote Meer, Generalmajor und Minister Ahmed Abdullah, für verbindlich erklärt und stellt seit Juni 2013 geltendes Recht dar, das mit Kontrollen und Strafen durch Nationalparkranger und Küstenwache durchgesetzt wird. Zudem patrouilliert die ägyptische Naturschutzorganisation HEPCA. In der Folge wurden zeitnah die am häufigsten von Delfintourveranstaltern angefahrenen Riffe (Fanous und Shaab el Erg, beide vor Hurghada gelegen) für einen Monat gesperrt.
Die Errichtung der offiziellen Schutzzonen, deren Einhaltung durch verstärkte Patrouillen der Ranger des Nationalparks kontrolliert werden soll, wurde für September 2016 verkündet. Die Schutzzonen basieren auf der Forschungsarbeit des Projekts und umfassen wichtige Ruheplätze für die Delfine, die sie erschöpft von der nächtlichen Jagd zum Schlafen aufsuchen.
Das Projekt informiert insbesondere Reiseleiter, Guides und Kapitäne über die neuen Richtlinien und möchte diesen auch den Natur- und Artenschutz näherbringen.

## Vereinsstruktur
Die Dolphin Watch Alliance ist ein gemeinnütziger Verein nach Schweizer Recht mit Sitz in Gossau SG. Die Gründungsversammlung fand am 25. September 2011 statt. Gemäß den Vereinsstatuten wird der Zweck der ethischen und finanziellen Unterstützung weltweiter Projekte zur Erforschung und zum Schutz wilder Delfine verfolgt.
Die Organe des Vereins sind die Vereinsversammlung, der Vorstand und die Revisoren. Präsidentin des ehrenamtlich tätigen sechsköpfigen Vorstands ist die Gründerin Angela Ziltener (Stand März 2017).
Der Verein kooperiert mit anderen Organisationen, die den Schutz von Delfinen fördern, so beispielsweise mit der Gesellschaft zur Rettung der Delphine, mit OceanCare und HEPCA.

## Dokumentarfilme
- Im Bann der Delfine. Dokumentarfilm von François Loriol. Schweiz 2023, 70 Minuten. Erstausstrahlung in zwei Teilen im SRF 1-Wissensmagazin Einstein; deutsche Erstausstrahlung am 3. Juni 2024 bei 3sat.[14]